# Calyptothecium acutum
Calyptothecium acutum är en bladmossart som beskrevs av Brotherus in Paris 1904. Calyptothecium acutum ingår i släktet Calyptothecium och familjen Pterobryaceae. Inga underarter finns listade i Catalogue of Life.